# Konstantin Stoilov
Konstantin Stoliov, búlgar: Константин Стоилов, (23 de setembre de 1853 - 23 de març de 1901) va ser un destacat polític búlgar durant la segona meitat del segle xix, abans de la independència del país. Va exercir en dues ocasions el càrrec de primer ministre del Principat autònom de Bulgària. Simeón Radev ho va descriure com el més europeola més europeu (occidental) de tots els polítics búlgars.